# クリスティアン・モスケラ
クリスティアン・アンドレイ・モスケラ・イバルグエン（Cristhian Andrey Mosquera Ibarguen、2004年6月27日 - ）は、スペイン・バレンシア州アリカンテ出身のサッカー選手。プレミアリーグ・アーセナルFC所属。ポジションはDF。

## クラブ経歴
バレンシア州のアリカンテに生まれ、2016年に12歳で地元のクラブであるバレンシアCFのカンテラに入団した。2020年8月22日、フベニールA所属ではあったが、クラブとの契約を2023年6月まで延長し、翌年9月4日、CDカステリョンBとの試合でBチームデビューを飾った。
2021-22シーズン、トップチームでの2度のベンチ入りを経て1月6日、コパ・デル・レイのCDアトレティコ・バレアレス戦にて、3バックの右CBとして先発フル出場し、バレンシアでのトップチームデビューを果たした。1月1日には、セビージャFCとの試合でラ・リーガ初出場を記録した。
2023年8月16日、2023-24シーズンからトップチームへ昇格することが決定し、背番号3を与えられた。
2025年7月24日、アーセナルFCに加入することが正式発表された。背番号は3番を着用する。

## 代表経歴
モスケラは、スペインのU-15、 U-16 およびU-18レベルでプレーし、2021年10月には後者でトルコ、ルーマニア、ポルトガルに対する親善トーナメントで優勝した。
アンダー世代ではスペイン代表でプレイしているが、コロンビア国籍のパスポートも保有している。

## プレースタイル
バレンシアCFのカンテラでは主にCBとしてプレーしていたが、両サイドのSBにも適性がある。サッカーを始める前には、フットサルの選手としてプレーしたが、フットサルではアスリート能力の高さからウインガーもこなしていた。
Bチームのコーチであるミゲル・アンヘル・アングロは、モスケラについて、フィジカルや空中戦、ボールコントロール、そして10代でありながら成熟された選手だと評している。

## タイトル

### 代表
U-23スペイン代表
- パリオリンピック金メダル: 2024